# Heinrich-Afrikawaldmaus
Die Heinrich-Afrikawaldmaus (Hylomyscus heinrichorum) ist ein wenig erforschtes Nagetier aus der Gattung der Afrikanischen Waldmäuse (Hylomyscus). Sie ist in Angola endemisch. Das Artepitheton heinrichorum ehrt den deutschen Zoologen Gerd Heinrich und seine Ehefrau Hildegarde Maria Buruvna (1917–2012).

## Merkmale
Die Heinrich-Afrikawaldmaus erreicht eine Kopf-Rumpf-Länge von 82 bis 106 mm, eine Schwanzlänge zwischen 121 und 150 mm, Ohrlängen zwischen 17 und 20 mm und eine Hinterfußlänge von 18,5 bis 22 mm.
Das weiche, dichte Fell weist eine gleichmäßige Färbung auf, die an der Oberseite stumpf gelblichbraun (dornbraun) ist. Dabei zeigt es eine leichte Tendenz, in der Mittelachse dunkler oder an den Flanken heller zu erscheinen, ähnlich wie bei anderen Arten der Hylomyscus-anselli-Artengruppe. Die Unterseite ist mittelgrau. Die Färbung der Ober- und Unterseite kontrastiert deutlich; es ist jedoch kein hellerer Seitenrand vorhanden. Der sehr lange Schwanz, der eine Länge von etwa 146 % der Kopf-Rumpf-Länge erreicht, ist dunkelbraun gefärbt. Die Ohren sind hellbraun bis dunkelbraun, im Gegensatz zu den schwärzlich braunen Ohren der anderen Mitglieder der H.-anselli-Artengruppe. Der fünfte Zeh an den Hinterfüßen ist frei beweglich und fast so lang wie der zweite bis vierte Zeh. Die Weibchen haben drei Paar Brustzitzen.

## Systematik
1954 sammelte Gerd Heinrich am Mount Mocu und am Mount Soque in Angola die 15 Typusexemplare. 2015 erfolgte auf dieser Basis die wissenschaftliche Erstbeschreibung durch Michael D. Carleton, Rebecca A. Banasiak und William T. Stanley. Die Heinrich-Afrikawaldmaus wird in die Artengruppe von Hylomyscus anselli eingestuft (zusammen mit H. anselli, Hylomyscus kerbispeterhansi und H. arcimontensis), von denen sie sich jedoch aufgrund morphometrischer Merkmale unterscheidet. Die Art ist monotypisch.

## Verbreitungsgebiet und Lebensraum
Die Heinrich-Afrikawaldmaus bewohnt immergrüne Bergwälder am Mount Moco und am Mount Soque im westlichen Bergland Angolas in der Provinz Huambo.

## Lebensweise
Die Lebensweise dieser Art ist nicht studiert.

## Status
Die Heinrich-Afrikawaldmaus wurde 2017 in der Kategorie „unzureichende Datenlage“ (data deficient) in die IUCN Red List aufgenommen. Seit der Entdeckung der Art im Jahre 1954 hat es keine Beobachtungen mehr von lebenden Exemplaren gegeben. Solange keine neuen Feldforschungen in der Region durchgeführt werden, um den derzeitigen Wissensstand über Ökologie, Verbreitung und Populationsgröße dieser Art zu aktualisieren, ist der Erhaltungsstatus nicht sicher.